# Ogerta Manastirliu
Ogerta Manastirliu (ur. 31 grudnia 1978 w Tiranie) albańska polityk, członek Socjalistycznej Partii Albanii, minister zdrowia i opieki społecznej w gabinecie premiera Ediego Ramy.  

## Życiorys
Ogerta Manastirliu urodziła się 31 grudnia 1978 r. w Tiranie. Ukończyła studia na kierunku chemii ogólnej na wydziale nauk przyrodniczych Uniwersytetu Tirańskiego.  
W 2004 r. rozpoczęła karierę zawodową w Gminie Tirana, początkowo w dyrekcji koordynacji projektów. W latach 2005–2011 kierowała dyrekcją mieszkalnictwa i usług socjalnych, gdzie była jednym z głównych współtwórców w projektowaniu i wdrażaniu strategii lokalnego mieszkalnictwa socjalnego. W latach 2011–2013 była ekspertem ds. zarządzania i koordynacji polityk społecznych i zasobów ludzkich dla różnych organizacji krajowych i międzynarodowych, takich jak UNFPA, Friedrich Ebert Stiftung, itp. W okresie wrzesień 2013 – marzec 2017 Manastirliu była dyrektorem Szpitala Uniwersyteckiego im. Matki Teresy w Tiranie. Od 2017 r. wchodzi w skład Grupy Parlamentarnej Socjalistycznej Partii Albanii jako deputowana okręgu Tirana w albańskim parlamencie. W wyborach 25 kwietnia 2021 r. została wybrana na posła regionu Tirany. Jest członkiem Zarządu Socjalistycznej Partii Albanii. We wrześniu 2017r. została ministrem zdrowia i opieki społecznej w gabinecie premiera Ediego Ramy. 

## Życie prywatne
Ogerta Manastirliu jest mężatką i ma dwoje dzieci.